# Maggy Nagel

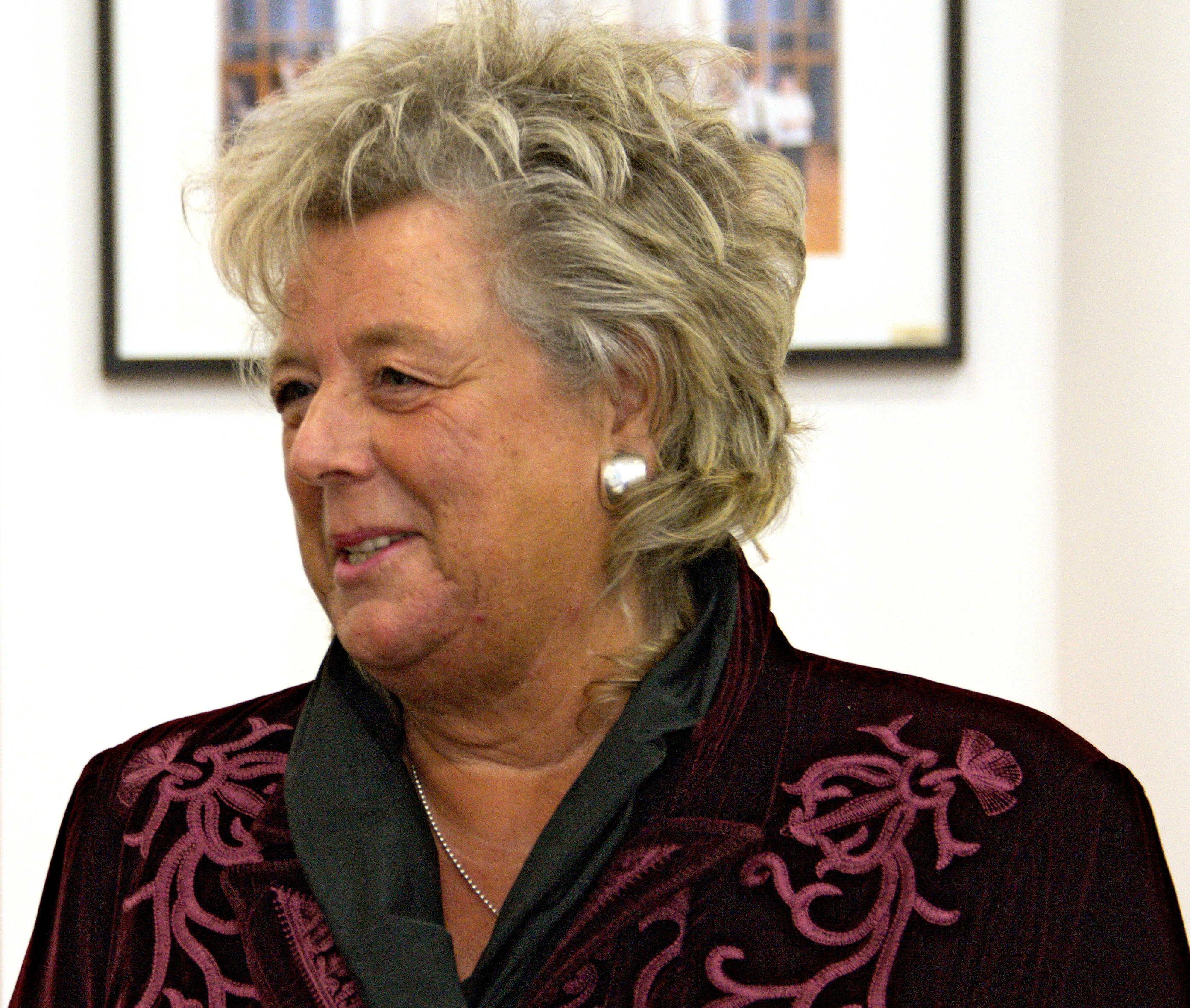
Maggy Nagel, Oktober 2015

Maggy Nagel (* 25. August 1957 in Luxemburg) ist eine luxemburgische Politikerin der Demokratischen Partei (DP).
Maggy Nagel wurde im Jahr 1994 erste Schöffin der Gemeinde Bad Mondorf. Von 1996 bis 2013 war sie Bürgermeisterin der Gemeinde.
1999 wurde sie das erste Mal ins luxemburgische Parlament gewählt. 2004 und 2009 schaffte sie den Wiedereinzug nicht. Erst im Zuge der vorgezogenen Parlamentswahlen 2013 wurde sie wiedergewählt.
Von 2013 bis 2015 war sie Vizepräsidentin der DP.
Seit dem 14. Dezember 2013 war sie Ministerin für Kultur sowie Ministerin für Wohnungsbau in der Regierung Bettel-Schneider. Am 16. Dezember 2015 gab sie wegen zunehmender Kritik an ihrer Arbeit den Rücktritt von ihren Regierungsämtern bekannt. Neuer Wohnungsbauminister wurde Marc Hansen, das Kulturressort übernahm Premierminister Xavier Bettel zusätzlich, hier unterstützt vom als Staatssekretär in die Regierung aufgerückten bisherigen Parlamentsabgeordneten Guy Arendt. Nagel wechselte zum 1. April 2016 als Regierungsrätin ins Wirtschaftsministerium, wo sie unter anderem für den Beitrag ihres Landes zur Weltausstellung 2020 zuständig wurde.